# Typhlocerus
Typhlocerus is een kevergeslacht uit de familie van de boktorren (Cerambycidae). De wetenschappelijke naam van het geslacht werd voor het eerst geldig gepubliceerd in 1945 door Dillon & Dillon.

## Soorten
Typhlocerus is monotypisch en omvat slechts de volgende soort:
- Typhlocerus prodigiosus (Thomson, 1868)